# ناحیه بردی، شهرستان ساگیناو، میشیگان
ناحیه بردی (به انگلیسی: Brady Township) یک منطقهٔ مسکونی در ایالات متحده آمریکا است که در شهرستان سگینا، میشیگان واقع شده‌است.
 ناحیه بردی ۹۵٫۲ کیلومتر مربع مساحت و ۲٬۲۱۸ نفر جمعیت دارد و ۲۰۳ متر بالاتر از سطح دریا واقع شده‌است.